# Константин Кирков (офицер)
 Тази статия е за офицера.  За революционера вижте Константин Кирков (революционер).  
Константин Христов Кирков е български офицер, генерал-майор от артилерийско-инженерното ведомство, началник на Флота и на Видинската крепост. Братовчед е на члена на Българската работническа социалдемократическа партия (БРСДП), по-късно БКП, и привърженик на тесните социалисти – Георги Кирков. По времето на Първата световна война, ген. Киркор е върл противник на участието на България във войната на страната на Германия. Автор е на книгата „Записки по военна педагогия“ (1900) – смятана за един от най-стойностните трудове по военна педагогика по това време и препоръчително четиво във военните училища в Русия. 

## Биография
Константин Кирков е роден на 31 август 1869 г. в Плевен, тогава в Османската империя. Учи в Априловската гимназия в Габрово, а през 1889 г. завършва Военното училище в София, като на 18 май е произведен в чин подпоручик и зачислен като командир на батарея от 4-ти артилерийски полк в София. По-късно завежда материалната част в Софийския арсенал и планинската артилерия в Берковица. Специализира в областта на планинската артилерия в Артилерийската апликационна инженерна академия в Торино, Италия, която завършва през 1892 година. На 2 август 1892 г. е произведен в чин поручик и е включен в комисията, която контролира доставката на планински оръдия от Франция.
В период от 1895 до 1900 г. поручик Кирков е инструктор и преподавател във Военното училище, като на 2 август 1897 е произведен в чин капитан. Командва 1-во планинско артилерийско отделение. На 30 юни 1903 г. е произведен в чин майор, служи в старозагорския и видинския гарнизон като командир на артилерийски поделения. През 1912 г. е произведен в чин подполковник.

### Балкански войни (1912 – 1913)
Взема участие в Балканската война (1912 – 1913). По време на Междусъюзническата война (1913) е началник на артилерията във Видинската крепост и успешно отбранява града срещу сръбските войски. След войната на 18 януари 1914 г. е назначен за началник на флота (Беломорска, Черноморска и Дунавска флотилии).
На 2 август 1915 г. е Константин Кирков е произведен в чин полковник. Служи в Артилерийската инспекция.

### Първа световна война (1915 – 1918)
В Първата световна война (1915 – 1918) полковник Кирков е на службата си като началник на флота до 12 май 1919 година, на 27 февруари 1918 г. е произведен в чин генерал-майор, като след демобилизацията командва отново флота.
Генерал-майор Константин Кирков умира на 1 септември 1920 г. в Казанлък.
Константин Кирков е женен и има 4 деца.

## Военни звания
- Подпоручик (18 май 1889)
- Поручик (2 август 1892)
- Капитан (2 август 1897)
- Майор (30 юни 1903)
- Подполковник (1912)
- Полковник (2 август 1915)
- Генерал-майор (27 февруари 1918)

## Награди
- Военен орден „За храброст“ IV степен, 2-ри клас
- Народен орден „За военна заслуга“ V клас на обикновена лента
- Орден „Св. Александър“ III степен с мечове по средата